# Retropinna
Retropinna es un género de peces de la familia Retropinnidae, del orden Osmeriformes. Este género marino fue descrito científicamente en 1862 por Theodore Gill.

## Especies
Especies reconocidas del género:
- Retropinna retropinna (J. Richardson, 1848)
- Retropinna semoni (M. C. W. Weber, 1895)
- Retropinna tasmanica McCulloch, 1920